# Эсасси, Али
Али Сайрус Эсасси (англ. Ali Cyrus Ehsassi; род. 24 апреля 1970, Женева) — канадский политик, член Либеральной партии, министр преобразования правительства, коммунального хозяйства и закупок (2025).

## Биография
Родился в 1970 году в Женеве, где работал его отец — иранский дипломат. В трёхлетнем возрасте переехал вместе с семьёй в Нью-Йорк, а в пятнадцатилетнем возрасте — в Онтарио. Получил высшее образование в Лондонской школе экономики и политических наук и в школе права Джорджтаунского университета. Прадедом Али Эсасси по материнской линии является известный иранский государственный деятель Абдольхусейн Теймурташ, причастный к реформе иранского государственного устройства в 1920-е годы.
19 октября 2015 года победил на парламентских выборах в округе Уиллоудейл на территории города Торонто, когда либералы добились триумфа, одержав верх во всех 25 избирательных округах города.
14 марта 2025 года при формировании правительства Карни назначен министром преобразования правительства, коммунального хозяйства и закупок.
13 мая 2025 года премьер-министр Марк Карни произвёл по итогам парламентских выборов масштабные перестановки в Кабинете, исключив Эсасси из состава правительства.
5 июня 2025 года назначен парламентским секретарём министра, ответственного за канадско-американскую торговлю, связи с правительствами провинций и единой канадской экономики.